# Michael Büskens
Michael Büskens (Düsseldorf, 19 marzo 1968) è un allenatore di calcio ed ex calciatore tedesco, di ruolo centrocampista.

## Carriera

### Calciatore
Ha iniziato la sua carriera da professionista nel Fortuna Düsseldorf, squadra della sua città natale. Con il Fortuna vinse la 2. Fußball-Bundesliga 1988-1989, ottenendo la promozione in Bundesliga. Il 29 luglio 1989 debuttò nella massima serie tedesca giocando la gara inaugurale contro l'Amburgo. L'8 agosto, nel corso della terza giornata contro l'Eintracht Francoforte segnò la sua prima rete in Bundesliga. Nelle tre stagioni in massima serie con la maglia del Fortuna collezionò oltre 100 presenze, con sei reti all'attivo. Ebbe anche la possibilità di partecipare alla Coppa Intertoto (all'epoca torneo non riconosciuto come ufficiale dall'UEFA), debuttando il 30 giugno 1990 contro lo Sturm Graz.
Dal 1992 si è trasferito allo Schalke 04, squadra con la quale ha giocato quasi senza interruzioni fino a fine carriera. A Gelsenkirchen ha vissuto il suo periodo migliore, arrivando a vincere la Coppa UEFA 1996-1997, disputando da titolare la doppia finale contro l'Inter. L'unica parentesi lontano dallo Schalke 04 è stata nel 2000 quando ha passato mezza stagione nel Duisburg. Con lo Schalke ha vinto anche due Coppe di Germania consecutive: la prima, nell'edizione 2000-2001, da protagonista, giocando quattro incontri, compresa la finale contro l'Union Berlino in cui entrò nel finale al posto di Nico Van Kerckhoven; la seconda da comprimario, giocando tre spezzoni di gara.
Dal 2002 ha giocato per la formazione riserve dello stesso Schalke, cominciando in parte la sua carriera di allenatore già nel 2002 sia come allenatore delle giovanili come vice di Gerhard Kleppinger alla guida delle stessa squadra riserve.

### Allenatore
Dal 2005 è subentrato allo stesso Gerhard Kleppinger come allenatore della squadra riserva dello Schalke 04. Dall'aprile del 2008 fino a fine stagione e, l'anno seguente, da marzo fino a fine stagione ha allenato la prima squadra dello Schalke 04 in coppia con Youri Mulder (altro ex giocatore dello Schalke 04).
Dal dicembre del 2009 al marzo del 2013 è stato allenatore del Greuther Fürth, club che riuscì a portare per la prima volta in Bundesliga, grazie alla vittoria della 2. Fußball-Bundesliga 2011-2012.
Dal luglio 2013 al 30 novembre dello stesso anno è stato allenatore del Fortuna Düsseldorf.
Richiamato alla guida del Greuther Fürth nel febbraio del 2015, condusse la squadra alla salvezza. Dopo una stagione da consulente dello Schalke 04, nell'estate del 2016 fu ingaggiato dalla formazione austriaca del Rapid Vienna, ma già a novembre dello stesso anno fu esonerato a seguito della sconfitta col Wolfsberger.
Da allora ha alternato ruoli di vice e collaboratore allo Schalke 04 a quello di capo allenatore delle nazionali giovanili tedesche, fino al marzo del 2022 quando sostituì Dīmītrīs Grammozīs come allenatore dello Schalke 04, conducendo la squadra di Gelsenkirchen al ritorno in Bundesliga con una giornata di anticipo.

## Palmarès

### Giocatore

#### Competizioni nazionali
- 2. Fußball-Bundesliga: 1

Fortuna Dusserldorf: 1988-1989
- Coppa di Germania: 2

Schalke 04: 2000-2001, 2001-2002

#### Competizioni internazionali
- Coppa UEFA: 1

Schalke 04: 1996-1997

### Allenatore
- 2. Fußball-Bundesliga: 2

Greuther Fürth: 2011-2012
Schalke 04: 2021-2022